# Henry Somerset, IX duca di Beaufort
Henry Somerset, IX duca di Beaufort (Londra, 19 maggio 1847 – Badminton House, 24 novembre 1924), è stato un militare e nobile inglese.

## Famiglia
Era il figlio di Henry Charles FitzRoy Somerset, VIII duca di Beaufort, e di sua moglie Georgiana Charlotte Curzon. Studiò a Eton.

## Carriera militare
Fu una cornetta nel 1865 nella Royal Horse Guards e fu promosso a capitano nel 1869. Fu aiutante di campo della regina Vittoria, nel 1899, e fu maestro di casa di Bristol, nel 1899. L'8 gennaio 1900, fu nominato vicetenente del Brecknockshire. Fu promosso al grado di colonnello onorario al servizio del Yeomanry Gloucestershire. Fu giudice di pace per Monmouthshire e Gloucestershire e vicetenente delle stesse contee.

## Matrimonio
Il 9 ottobre 1895 sposò Louise Emily Harford (1864-1945), vedova di un nobile olandese, il barone Charles Frederick de Tuyll. Ebbero tre figli:
- Lady Blanche Linnie Somerset (1897-1968), sposò John Eliot, VI conte St Germans (11 giugno 1890 - 31 marzo 1922), ebbero figli. Sposò il 15 luglio 1924 George Francis Scott Douglas Valentine (14 febbraio 1898-12 giugno 1930), ebbero figli;
- Lady Diana Maud Nina Somerset (12 settembre 1898-6 maggio 1935), sposò, il 19 settembre 1925, il capitano Lindsey Shedden (1881-1971), non ebbero figli;
- Henry Arthur Hugh FitzRoy Somerset, X duca di Beaufort (4 aprile 1900 - 5 febbraio 1984), sposò la principessa Mary di Teck. Non ebbero figli e gli succedette un cugino di primo grado.

## Morte
Morì il 24 novembre 1924 e fu sepolto a Badminton House.

## Ascendenza
|                                                       |                      |                                          | Genitori                                        |  |  | Nonni |  |  | Bisnonni                                    |  |  | Trisnonni                          |  |
|                                                       |                      |                                          |                                                 |  |  |       |  |  | Henry Charles Somerset, VI duca di Beaufort |  |  | Henry Somerset, V duca di Beaufort |  |
|                                                       |                      |                                          |                                                 |  |  |       |  |  | Henry Charles Somerset, VI duca di Beaufort |  |  | Henry Somerset, V duca di Beaufort |  |
|                                                       |                      | Elizabeth Boscawen                       |                                                 |  |  |       |  |  | Henry Charles Somerset, VI duca di Beaufort |  |  |                                    |  |
| Henry Somerset, VII duca di Beaufort                  |                      |                                          |                                                 |  |  |       |  |  | Henry Charles Somerset, VI duca di Beaufort |  |  |                                    |  |
|                                                       |                      | Charlotte Sophia Leveson-Gower           | Granville Leveson-Gower, I marchese di Stafford |  |  |       |  |  |                                             |  |  |                                    |  |
|                                                       |                      | Charlotte Sophia Leveson-Gower           | Granville Leveson-Gower, I marchese di Stafford |  |  |       |  |  |                                             |  |  |                                    |  |
|                                                       |                      | Charlotte Sophia Leveson-Gower           | Susanna Stewart                                 |  |  |       |  |  |                                             |  |  |                                    |  |
| Henry Charles FitzRoy Somerset, VIII duca di Beaufort |                      | Charlotte Sophia Leveson-Gower           |                                                 |  |  |       |  |  |                                             |  |  |                                    |  |
|                                                       |                      | Charles Culling Smith                    | Charles Smith                                   |  |  |       |  |  |                                             |  |  |                                    |  |
|                                                       |                      | Charles Culling Smith                    | Charles Smith                                   |  |  |       |  |  |                                             |  |  |                                    |  |
|                                                       |                      | Charles Culling Smith                    | Zabier Charlotte Law                            |  |  |       |  |  |                                             |  |  |                                    |  |
| Emily Frances Smith                                   |                      | Charles Culling Smith                    |                                                 |  |  |       |  |  |                                             |  |  |                                    |  |
|                                                       |                      | Anne Wesley                              | Garret Wesley, I conte di Mornington            |  |  |       |  |  |                                             |  |  |                                    |  |
|                                                       |                      | Anne Wesley                              | Garret Wesley, I conte di Mornington            |  |  |       |  |  |                                             |  |  |                                    |  |
|                                                       |                      | Anne Wesley                              | Anne Hill-Trevor                                |  |  |       |  |  |                                             |  |  |                                    |  |
| Henry Somerset, IX duca di Beaufort                   |                      | Anne Wesley                              |                                                 |  |  |       |  |  |                                             |  |  |                                    |  |
|                                                       | Penn Assheton Curzon | Assheton Curzon, I visconte Curzon       |                                                 |  |  |       |  |  |                                             |  |  |                                    |  |
|                                                       | Penn Assheton Curzon | Assheton Curzon, I visconte Curzon       |                                                 |  |  |       |  |  |                                             |  |  |                                    |  |
|                                                       | Penn Assheton Curzon | Esther Hanmer                            |                                                 |  |  |       |  |  |                                             |  |  |                                    |  |
| Richard Curzon-Howe, I conte Howe                     | Penn Assheton Curzon |                                          |                                                 |  |  |       |  |  |                                             |  |  |                                    |  |
|                                                       |                      | Sophia Charlotte Howe, II baronessa Howe | Richard Howe, I conte Howe                      |  |  |       |  |  |                                             |  |  |                                    |  |
|                                                       |                      | Sophia Charlotte Howe, II baronessa Howe | Richard Howe, I conte Howe                      |  |  |       |  |  |                                             |  |  |                                    |  |
|                                                       |                      | Sophia Charlotte Howe, II baronessa Howe | Mary Hartop                                     |  |  |       |  |  |                                             |  |  |                                    |  |
| Georgiana Charlotte Curzon-Howe                       |                      | Sophia Charlotte Howe, II baronessa Howe |                                                 |  |  |       |  |  |                                             |  |  |                                    |  |
|                                                       |                      | Robert Brudenell, VI conte di Cardigan   | Robert Brudenell                                |  |  |       |  |  |                                             |  |  |                                    |  |
|                                                       |                      | Robert Brudenell, VI conte di Cardigan   | Robert Brudenell                                |  |  |       |  |  |                                             |  |  |                                    |  |
|                                                       |                      | Robert Brudenell, VI conte di Cardigan   | Anne Bishopp                                    |  |  |       |  |  |                                             |  |  |                                    |  |
| Harriet Brudenell                                     |                      | Robert Brudenell, VI conte di Cardigan   |                                                 |  |  |       |  |  |                                             |  |  |                                    |  |
|                                                       |                      | Penelope Cooke                           | George John Cooke                               |  |  |       |  |  |                                             |  |  |                                    |  |
|                                                       |                      | Penelope Cooke                           | George John Cooke                               |  |  |       |  |  |                                             |  |  |                                    |  |
|                                                       |                      | Penelope Cooke                           | Penelope Bowyer                                 |  |  |       |  |  |                                             |  |  |                                    |  |
|                                                       |                      | Penelope Cooke                           |                                                 |  |  |       |  |  |                                             |  |  |                                    |  |

| Controllo di autorità | VIAF (EN) 834153596619351900000 |